# Mustapha Barat
Pour les articles homonymes, voir Barat.
Mustapha Barat, né le 2 août 1959 à Oran, est à la fois cinematographer (directeur de la photographie), producteur et acteur.

## Filmographie

### Acteur
- 1979 : La Luna de Bernardo Bertolucci

### Directeur de la photographie
- 1988 : À suivre de Robinson Savary
- 1989 : Alien Space Avenger de Richard W. Haines
- 1990 : Café de Gretchen Sommerfeld
- 1991 : Tudo ao mesmo tempo agora de Lula Buarque de Hollanda et Arthur Fontes
- 1992 : Last Supper de Robert Frank
- 1993 : Mysterious Crash of Flight 201 de Marion Marzinsky
- 1994 : Black Orchid d'Helena Solberg
- 1994 : Late Fall de Jason Kliot
- 1995 : Amália, uma Estranha Forma de Vida de Bruno de Almeida
- 1998 : Ladies Night de Barry Shils
- 1999 : The Children of Chabannes de Lisa Gossels et Dean Whetherell
- 2000 : The Art of Amália de Bruno de Almeida
- 2004 : À la recherche d'Orfeu Negro de René Letzgus et Bernard Tournois
- 2004 : Estátua de Lama d'Adolfo Larchtermacher
- 2004 : Cinegibi, O Filme Turma da Mônica de José Marcio Nicolosi
- 2005 : Giuliani Time de Kevin Keating
- 2005 : James Thierrée invente 'La veillée des abysses de Robinson Savary
- 2005 : No Direction Home : Bob Dylan de Martin Scorsese
- 2005 : Cavalhadas de Pirenópolis d'Adolfo Larchtermacher
- 2005 : Samba on Your Feet d'Eduardo Montes Bradley
- 2007 : Memória do Movimento Estudantil de Silvio Tendler